# Al-Miswar bin Makhrama bin Nawfal
 (octobre 2024).
Si vous disposez d'ouvrages ou d'articles de référence ou si vous connaissez des sites web de qualité traitant du thème abordé ici, merci de compléter l'article en donnant les références utiles à sa vérifiabilité et en les liant à la section « Notes et références ».
Abu Abd al-Rahman al-Miswar ibn Makhrama al-Zuhri (2 AH - 64 AH) était un des jeunes compagnons, et l'un des narrateurs du hadith du Prophète Mahomet.
Miswar ibn Makhrama ibn Nawfal ibn Ahib ibn Abd Manaf ibn Zahra al-Qurashi est né en l'an 2 de l'hégire à La Mecque. Lui et sa famille ont immigré à Médine à Dhul-Hijjah en l'an 8 de l'hégire. Al-Muswar a rencontré le Prophète Muhammad quand il était jeune, il est donc considéré parmi les jeunes compagnons. Après la mort du Prophète Muhammad, sa famille est restée à Médine et Omar Ibn Al-Khattab a mémorisé et appris le Coran de lui. Lorsque les campagnes de conquête islamiques ont commencé, Al-Miswar a participé aux conquêtes de l'Irak et de la Perse. Et il faisait partie de ceux qui ont participé à la bataille d'Al-Qadisiyah. 
Après les conquêtes, Al-Muswar retourna à Médine, y résida, et accompagna son oncle Abd al-Rahman ibn Auf pendant les nuits de la Shura pour choisir un Calife après la mort d'Omar ibn al-Khattab. Et quand Uthman ibn Affan a été assiégé à la fin de son califat, Uthman l'a envoyé comme messager auprès de Muawiyah. 
Après le meurtre d'Othman, Al-Muswar a marché jusqu'à La Mecque et y est resté jusqu'à la mort de Muawiyah et la succession de Yazid bin Muawiyah, où Al-Muswar était en colère contre la femme de Yazid et s'est rangé du côté d'Abdullah bin Al-Zubayr. Al-Miswar est devenu l'un des ministres d'Ibn Al-Zubayr qui ne décidait d'aucune affaire sans son avis. Et quand Yazid a envoyé al-Husayn ibn Namir al-Sakuni pour assiéger Ibn al-Zubayr à La Mecque après la bataille d'al-Harra, al-Muswar a combattu aux côtés d'Ibn al-Zubayr jusqu'à ce qu'il soit touché par une catapulte pendant le siège, pendant qu'il priait, et il mourut le premier Rabi` al-Awwal de l'an 64 AH.